# این سیب هم برای تو
این سیب هم برای تو فیلمی به کارگردانی سیروس الوند، نویسندگی سیروس الوند و نازنین فراهانی و تهیه‌کنندگی محمد نشاط ساخته سال ۱۳۹۳ ایران است. این فیلم در ۲۷ آبان ۱۳۹۴ در سینماهای ایران اکران شده است.

## خلاصه داستان
این فیلم داستان دو دختر جوان است که با هم دوست هستند و در حالی که یکی از آنها نامزد دارد، رابطه عاشقانه‌ای بین نامزد دختر با دوست او برقرار شده است.

## بازیگران
- پژمان بازغی
- رعنا آزادی ور
- چنگیز جلیلوند
- پریناز ایزدیار
- امیرعلی دانایی
- مینا نوروزی